# Infurcitinea karmeliella
Infurcitinea karmeliella är en fjärilsart som beskrevs av Hans Georg Amsel 1935. Infurcitinea karmeliella ingår i släktet Infurcitinea och familjen äkta malar. Inga underarter finns listade i Catalogue of Life.